# Цейдлер, Пётр Михайлович
Пётр Михайлович Цейдлер (18 (30) ноября 1821 — 5 (17) февраля 1873) — российский педагог; директор «Дома воспитания бедных детей», преобразованного им в гимназию.

## Биография
Родился 18 (30) ноября 1821 года в Мокшанском уезде Пензенской губернии, в селе Сипягине — небольшом родовом имении его матери (урожденной Сипягиной). Отец, которого он не знал и рос под надзором матери и тётки, происходил из древнего саксонского дворянского рода.
В 1831 году Пётр Цейдлер был отдан на воспитание служившему в Костроме знакомому матери, который спустя некоторое время был вынужден отправить его обратно. Однако по пути домой мальчик был брошен взрослым-проводником и только благодаря крестьянам ему удалось добраться до матери. Участие простого народа, которое сопровождало его в этом путешествии раскрыло душу простого русского народа для юного Цейдлера; он сохранил на всю жизнь веру в русский народ.
После окончания Пензенской гимназии в 1838 году, П. М. Цейдлер учился на юридическом факультете Санкт-Петербургского университета. По завершении университетского курса в 1842 году он поступил на гражданскую службу.

### Гатчинский институт
Через семь лет, в 1849 году, Григорий Иванович фон Дервиз (1797—1855) предложил ему место старшего надзирателя и преподавателя русского языка в Гатчинском сиротском институте.
Фон-Дервиз, и его преемник Голохвастов поддерживали начинания Цейдлера, хотя многие сослуживцы считали его чудаком. Сами воспитанники долго не верили, чтобы действительно мог найтись человек, который серьёзно и с любовью отнесся бы к их судьбе. Цейдлеру понадобились годы, чтобы переменить отношение учеников. Действуя на воспитанников и уроками, и частными беседами, в прогулках и за чтением, Цейдлер старался развить в них потребность в получении высшего образования. Цейдлер выхлопотал воспитанникам института право поступления в университет и медицинскую академию, тогда как до него из них готовили только канцелярских чиновников. Были учреждены стипендии для студентов от опекунского совета. Этому периоду было посвящено послание его университетского товарища, поэта Аполлона Николаевича Майкова, написанное в 1856 году.

### Дом воспитания бедных детей
В 1860 года Цейдлер переехал в Петербург и поступил на службу в Священный Синод, однако продолжал читать в Гатчине юридические лекции.
В 1863 году помощник председателя совета Императорского человеколюбивого общества С. А. Танеев предложил Цейдлеру занять место директора «Дома воспитания бедных детей», который требовал существенного преобразования. Для ознакомления с учительскими семинариями в Германии и Франции, Цейдлер был послан за границу.
По возвращении в Россию, 1 августа 1864 года, он был назначен директором заведения. При Цейдлере «Дом воспитания» достиг расцвета; он привлёк к преподаванию известных учёных и литераторов: историка, профессора университета Е. Е. Замысловского; известного критика А. М. Скабического; историка литературы Л. Н. Майкова. Шестиклассное учебное заведение было преобразовано в семилетнюю гимназию. Директор ввёл для учащихся новую форму: парадные синие куртки с серебряными пуговицами, в классах — чёрные блузы с кушаком. Несмотря на сравнительно невысокую оплату многие преподаватели стремились работать у Цейдлера.
Кроме того, в 1863 и 1864 гг. П. М. Цейдлер редактировал «Иллюстрацию» и «Воскресный досуг», народные газеты, издаваемые А. О. Бауманом, и сделал их образцовыми и весьма популярными.

### Поливановская учительская школа
Возраставшая с каждым годом слава Цейдлера, как опытного воспитателя и устроителя, заставила и Московское земство обратиться к нему в 1871 году для устройства земской учительской школы. Оставив столицу, он поселился в селе Поливанове Подольского уезда Московской губернии и там стал готовить народных учителей. Поливановская учительская школа стала второй после Новгородской.
Вместе с Цейдлером в Поливаново из Петербурга приехали его сотрудники Г. И. Шнель и Н. И. Мясоедова. Петру Михайловичу и прочим наставникам удалось передать тёплое отношение и преданность делу своим ученикам. Выпускники — будущие учителя, показывали на экзаменах высокий уровень знаний.
Но уже летом 1872 года у Цейдлера начались сильные головные боли, потом последовал инсульт. Едва поправившись, Цейдлер заболел простудой, и впоследствии тифом. Умер 5 (17) февраля 1873 года. В некрологе было указано, что 10 февраля его похоронили на Волковском кладбище (информация в Петербургском некрополе отсутствует).

## Семья
Женой П. М. Цейдлера с 1849 года была Августа Андреевна (урожд. Рыхлевская: 1830—1891), известная детская писательница, публиковавшаяся под псевдонимом А. Пчельникова.
Сын Валериан Петрович Цейдлер (ок. 1855 — ок. 1916) начал свой жизненный путь по стопам отца: после окончания гимназии Человеколюбивого общества он с 1867 по 1882 год служил в той же гимназии учителем арифметики и воспитателем. Позже он стал воспитателем в ремесленном училище цесаревича Николая. В последние годы жизни Валериан Петрович служил в управлении по строительству железной дороги Петербург—Вологда, а также в управлении внутренних военных путей и шоссейных дорог.
Сын Владимир Петрович Цейдлер (1857—1914) — по состоянию здоровья и недостатку средств не сумел окончить гимназию и самостоятельно подготовился к поступлению в Академию художеств — на архитектурное отделение, которое окончил в 1883 году. С 1897 года до конца жизни В. П. Цейдлер служил в строительной части системы Министерства финансов. Одновременно он на общественных началах состоял в должности архитектора гимназии Человеколюбивого общества. В. П. Цейдлер прославился как зодчий и строитель. Им построено более сотни различных зданий в Петербурге и Нижнем Новгороде.
Увлекался В. П. Цейдлер лепкой бюстов и медальонов-портретов. В частности, он выполнил прекрасный бюст отца П. М. Цейдлера.
Дочь Ольга Петровна Цейдлер.